# Kleine Helden (2016)
Kleine Helden (Originaltitel: Et les mistrals gagnants) ist ein französischer Dokumentarfilm über schwerkranke Kinder und wie diese es schaffen, ihr Leben zu genießen. Der Film wurde von Anne-Dauphine Julliand 2016 produziert und kam am 20. September 2018 in die deutschen Kinos.

## Inhalt
Der Dokumentarfilm begleitet die fünf schwerkranken Kinder Ambre, Camille, Charles, Imad und Tugdual, denen aufgrund ihrer Krankheit nicht viel Zeit zum Leben bleibt. Der Fokus liegt auf den Kindern selbst, statt auf den Details der jeweiligen Krankheiten. Sie werden in der Schule, in ihrem Alltag im Krankenhaus, aber auch mit ihren Familien zuhause begleitet.

## Produktion
Die Journalistin Anne-Dauphine Julliand übernahm die Rolle der Autorin und Regisseurin für diesen Film, der in Zusammenarbeit mit Incognita Films und TF1 Droits Audiovisuell im Jahr 2016 produziert wurde. Gedreht wurde mit insgesamt fünf verschiedenen Kameramännern zu einem großen Teil im Robert-Debré-Krankenhaus in Paris. Das Budget des Filmes lag bei 670.000 €.

## Rezeption

### Presse
Die Presse nahm den Film überwiegend positiv auf. Besonders hervorgehoben wurde die Perspektive der Kinder und die lebensbejahende Einstellung des Filmes.
- Münchner Merkur am 20. September 2018: „Die kleinen Helden kommen nicht nur zu Wort, sondern zeigen, wie sie ihr kompliziertes Leben meistern. Mehr noch: Wie sie jeden kostbaren Moment des Daseins genießen.“[3]
- Kölner Stadt Anzeiger am 20. September 2018: „Leicht, auf Augenhöhe und sich unsentimental auf die glücklichen Momente einer Kindheit konzentrierend – ohne die gesundheitlichen Implikationen zu verdrängen.“[4]
- Epd Film 28. September 2018: „Obwohl die Kinder sehr klug, mitunter altklug, über ihre Krankheit sprechen können, geht von ihnen doch eine lebensbejahende Sorglosigkeit aus.“[5]

## Auszeichnungen
- Internationales Filmfest Emden-Norderney 2017 – AOK Filmpreis, kreativer Umgang mit dem Thema Krankheit[6]
- Giffoni Film Festival 2017 – Gryphon-Preis[7]